# Les Grangettes
Les Grangettes ist eine französische Gemeinde mit 323 Einwohnern (Stand: 1. Januar 2022) im Département Doubs in der Region Bourgogne-Franche-Comté.

## Geographie
Les Grangettes liegt auf 899 m über dem Meeresspiegel, etwa neun Kilometer südsüdwestlich der Stadt Pontarlier (Luftlinie). Das Dorf erstreckt sich im Jura, im Haut-Doubs, auf einer Verebnungsfläche an aussichtsreicher Lage rund 50 m über dem Westufer des Lac de Saint-Point, am Hang des Höhenrückens von Les Grangettes.
Die Fläche des 5,38 km² großen Gemeindegebiets umfasst einen Abschnitt des französischen Juras. Die östliche Grenze verläuft entlang dem meist relativ flachen Ufer des Lac de Saint-Point und reicht nach Norden bis zum Ausfluss des Doubs im Bereich einer flachen vermoorten Talebene. Vom Seeufer erstreckt sich das Gemeindeareal westwärts über den Hang von Les Grangettes bis auf den angrenzenden, überwiegend bewaldeten, teils auch mit Weideland bestandenen Höhenrücken. Auf diesem breiten Kamm wird mit 997 m die höchste Erhebung von Les Grangettes erreicht. Die nordwestliche Grenze verläuft in der Senke von Malpas.
Zu Les Grangettes gehört der Weiler Port-Titi (853 m) am Nordufer des Lac de Saint-Point. Nachbargemeinden von Les Grangettes sind Oye-et-Pallet im Norden, Montperreux im Osten, Saint-Point-Lac im Süden sowie Malpas im Westen.

## Geschichte
Erstmals urkundlich erwähnt wird Les Grangettes im 13. Jahrhundert unter dem Namen Grangiis. Seit 1683 ist der heutige Name bezeugt. Der Ortsname leitet sich vom volkslateinischen Wort granica (Scheune) her. Im Mittelalter gehörte Les Grangettes zur Herrschaft von Pontarlier. Zusammen mit der Franche-Comté gelangte das Dorf mit dem Frieden von Nimwegen 1678 an Frankreich. Seit 1999 ist Les Grangettes Mitglied des 19 Ortschaften umfassenden Gemeindeverbandes Communauté de communes du Mont d’Or et des Deux Lacs.

## Sehenswürdigkeiten

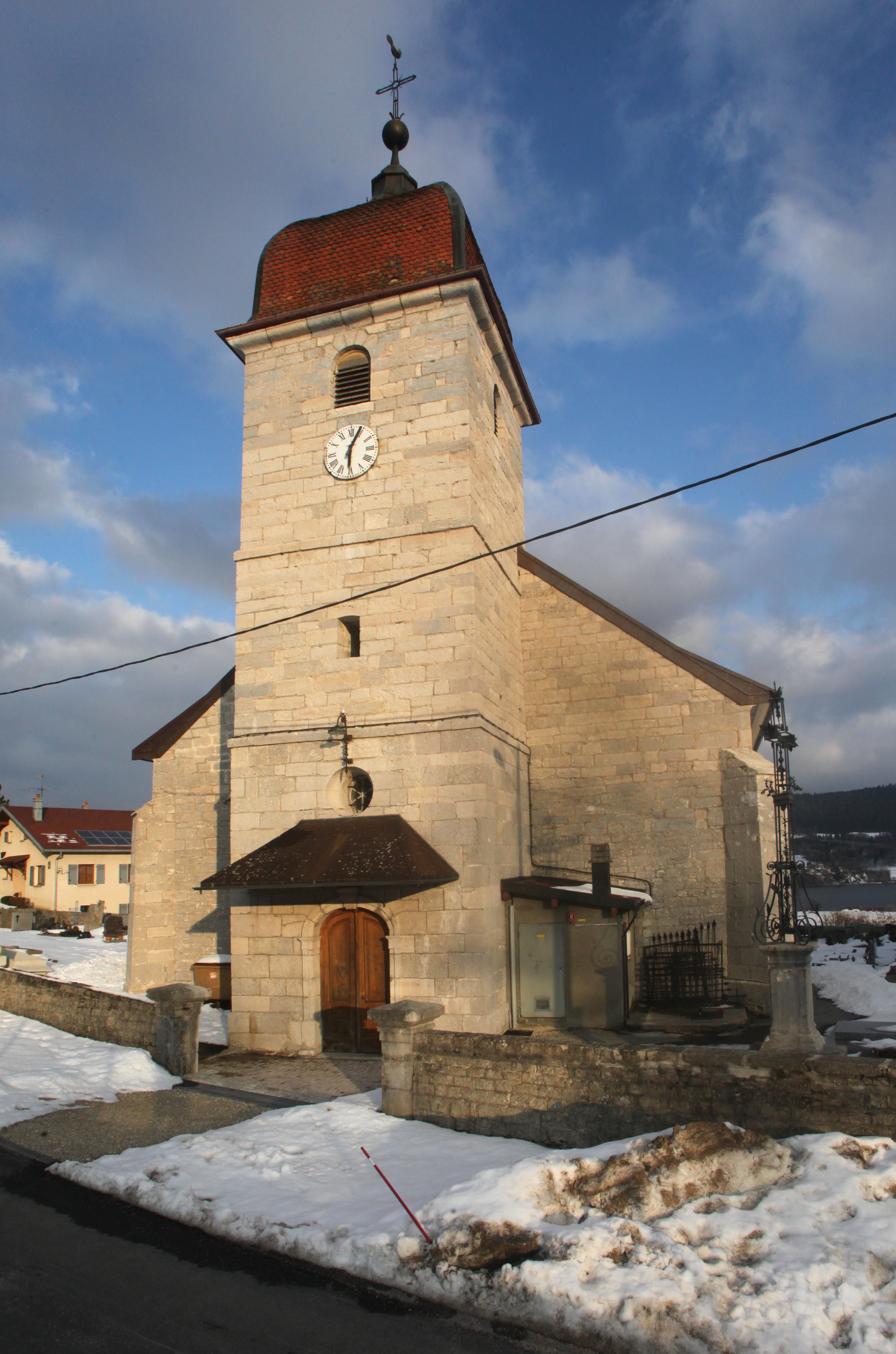
Kirche Saint-Jean-Baptiste

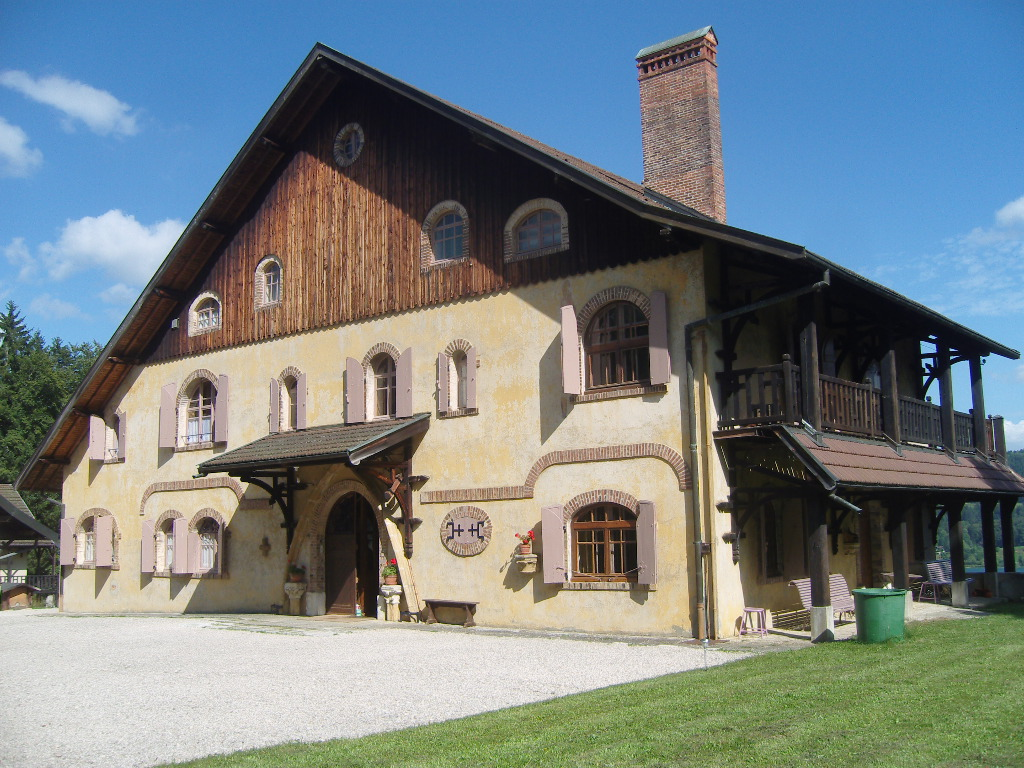
Haus des Lyoner Textilfabrikanten Louis Neyron

Die Dorfkirche Saint-Jean-Baptiste wurde 1635 erbaut und 1665 geweiht. Zu Beginn des 20. Jahrhunderts wurden die Fischerhäuser von Port-Titi erbaut. Das zwischen 1910 und 1913 erbaute Haus des Lyoner Textilfabrikanten Louis Neyron ist denkmalgeschützt (Monument historique).

## Bevölkerung
| Jahr                       | 1962 | 1968 | 1975 | 1982 | 1990 | 1999 | 2006 | 2018 |
| Einwohner                  | 126  | 93   | 104  | 144  | 169  | 182  | 207  | 288  |
| Quellen: Cassini und INSEE |      |      |      |      |      |      |      |      |

Mit 323 Einwohnern (1. Januar 2022) gehört Les Grangettes zu den kleinen Gemeinden des Départements Doubs. Nachdem die Einwohnerzahl in der ersten Hälfte des 20. Jahrhunderts deutlich abgenommen hatte (1886 wurden noch 174 Personen gezählt), wurde seit Beginn der 1970er Jahre dank der attraktiven Wohnlage wieder ein markantes Bevölkerungswachstum verzeichnet.

## Wirtschaft und Infrastruktur
Les Grangettes war lange Zeit ein vorwiegend durch die Landwirtschaft, insbesondere Milchwirtschaft und Viehzucht, sowie durch die Forstwirtschaft geprägtes Dorf. Daneben gibt es heute einige Betriebe des lokalen Kleingewerbes. Mittlerweile hat sich das Dorf auch zu einer Wohngemeinde gewandelt. Viele Erwerbstätige sind Wegpendler, die in den größeren Ortschaften der Umgebung ihrer Arbeit nachgehen.
Als Erholungsort in einem beliebten Ausflugsgebiet im Hochjura profitiert Les Grangettes heute auch vom Tourismus. Die Gemeinde ist hauptsächlich auf den Sommertourismus ausgerichtet und besitzt eine Freizeitzone mit Bootshafen und hergerichtetem Strandabschnitt am Ufer des Lac de Saint-Point.
Die Ortschaft liegt abseits der größeren Durchgangsstraßen an einer Departementsstraße, die entlang dem linken Ufer des Lac de Saint-Point führt. Eine weitere Straßenverbindung besteht mit Malpas.